# Karl-Alfred de Liechtenstein
Titre
Prince héréditaire de Liechtenstein
25 juillet 1938 – 14 février 1945
(6 ans, 6 mois et 20 jours)
Le prince Karl-Alfred de Liechtenstein (en allemand : Karl-Alfred Maria Johannes Baptista Heinrich Aloys Georg Hartmann Ignatius von und zu Liechtenstein), né le 16 août 1910 au château de Frauenthal, à Deutschlandsberg, land de Styrie en Autriche et mort le 17 novembre 1985 à Hainburg an der Donau, district de Bruck an der Leitha, en Basse-Autriche, est un membre de la maison de Liechtenstein. 
Karl-Alfred, frère cadet du prince souverain François-Joseph II, né quatre ans jour pour jour après lui, est, de 1938 à 1945, le prince héréditaire de sa maison. Il est ingénieur forestier. 

## Biographie

### Famille
Karl-Alfred est le troisième enfant et le deuxième fils du prince Aloïs de Liechtenstein et de son épouse la princesse impériale et archiduchesse Élisabeth de Habsbourg-Lorraine, nièce de l'empereur François Joseph Ier d'Autriche.
Il a deux sœurs et cinq frères : 1) François-Joseph II (1906-1989), 2) Marie-Thérèse (1908-1973), 3) Georges (1911-1998), 4) Ulric (1913-1978), 5) Marie-Henriette (1914-2011), 6) Aloïs (1917-1967) et 7) Henri (1920-1993).

### Formation et carrière
En 1928, il obtient sa Matura à Šumperk. Ensuite, Karl-Alfred étudie à l'université de Vienne où il devient ingénieur des eaux et forêts. Entre 1935 et 1946, il dirige le domaine paternel de Gross Ullersdorf, où il est responsable des forêts, des scieries et des transactions commerciales avec les régions voisines.
Lorsque, en 1938, son frère François-Joseph II accède au titre de prince souverain, Karl-Alfred devient prince héréditaire de Liechtenstein, et le demeure jusqu'à la naissance en 1945 de son neveu Hans-Adam II.
Entre 1946 et 1971, Karl-Alfred est responsable du développement des forêts princières autrichiennes appartenant à sa famille, avant que le prince Hans-Adam II prenne sa relève. Karl-Alfred joue un rôle majeur dans le développement du parc naturel de Sparbach, ainsi que dans la création d'une entreprise de panneaux de particules à Kalwang en Styrie. Déjà en 1946, il avait fondé avec ses frères une entreprise familiale de négoce de bois et de placages, dont il est devenu l'unique propriétaire en 1969. Cette même année, son fils aîné Dominik est devenu le directeur de l'entreprise.
En tant que frère cadet du prince souverain, le prince Karl-Alfred a également joué un rôle politique. Il a notamment représenté les intérêts du Liechtenstein contre les autorités tchécoslovaques et soviétiques. Il a également été membre de différents conseils d'administration pour diverses sociétés, dont la Banque du Liechtenstein.

### Mariage et postérité
Il épouse le 17 février 1949, au château de Persenbeug en Autriche, l'archiduchesse Agnès-Christine de Habsbourg-Toscane (née au château de Persenbeug, le 14 décembre 1928 et morte à Vienne le 31 août 2007), second enfant et fille aînée de l'archiduc Hubert Salvator d'Autriche (1894-1971) et de la princesse Rosemary de Salm-Salm (1904-2001).
Ils ont sept enfants, tous titrés prince ou princesse de Liechtenstein : 
- Dominik (né le 20 juin 1950 à Vienne, où il est mort le 20 septembre 2009), maître en sciences sociales et économiques, marié à Spitz an der Donau le 9 octobre 1980 avec Eva Maria Lösch (née le 4 juillet 1943, à Vienne où elle est morte le 24 février 1998), sans descendance ;
- Andreas (né le 25 février 1952, à Vienne), docteur en physique, marié à Madrid le 29 septembre 1978 avec Silvia Prieto y Figueroa (née le 2 mai 1952, à Madrid), sans descendance ;
- Gregor (né le 18 avril 1954 à Vienne), docteur en droit, célibataire et sans descendance ;
- Alexandra (née le 25 décembre 1955, à Vienne où elle est morte le 27 février 1993), docteur en médecine, mariée à Vienne le 20 septembre 1980 avec Hans Lovrek (né le 11 janvier 1955 à Vienne), divorcés en 1988, sans descendance ;
- Maria-Pia (née le 6 août 1960 à Vienne), Master of Arts en sciences politiques, diplomate, épouse à Vienne le 4 août 1995 Max Alexander Kothbauer (né le 30 mars 1950), dont un fils : Hieronymus Kothbauer (né en 1997) ;
- Katharina (née le 27 janvier 1964 à Vienne), maître en sciences politiques et économiques, elle s'est d'abord mariée civilement à Londres le 16 novembre 1991 et religieusement à Vienne le 30 novembre 1991 et a divorcé en 2002 avec Jeremy Kelton (né le 21 octobre 1960 à Londres), dont un fils unique : Maximilian Kelton (né en 1994). Elle épouse en secondes noces à Londres le 3 décembre 2005 Andrew Duncan Gammon (né le 15 juin 1958), sans descendance de cette seconde union ;
- Birgitta (née le 13 avril 1967 à Vienne), licenciée en sciences politiques et sociales, mariée civilement à Vaduz le 18 décembre 2000 et religieusement au château de Persenbeug le 30 décembre 2000 avec Otto comte Jankovich-Bésán de Pribér, Vuchin et Duna-Szekcsö (né le 11 janvier 1967, à Bad Homburg vor der Höhe), dont deux enfants : Artur (né en 2001) et Johanna (née en 2003).

### Mort et funérailles
Le prince Karl-Alfred meurt, à l'âge de 75 ans, le 17 novembre 1985 à Hainburg an der Donau, district de Bruck an der Leitha, en Basse-Autriche. Le 25 novembre, il est inhumé au cimetière paroissial de Kahlenbergerdorf, près de Vienne.

## Ascendance
|  |                                               |  |  |  |  |  |  |  |  |  |  |  |  |
|  | 8. Franz Joachim de Liechtenstein             |  |  |  |  |  |  |  |  |  |  |  |  |
|  |                                               |  |  |  |  |  |  |  |  |  |  |  |  |
|  |                                               |  |  |  |  |  |  |  |  |  |  |  |  |
|  | 4. Alfred de Liechtenstein                    |  |  |  |  |  |  |  |  |  |  |  |  |
|  |                                               |  |  |  |  |  |  |  |  |  |  |  |  |
|  |                                               |  |  |  |  |  |  |  |  |  |  |  |  |
|  | 9. Ewa Józefina Potocka                       |  |  |  |  |  |  |  |  |  |  |  |  |
|  |                                               |  |  |  |  |  |  |  |  |  |  |  |  |
|  |                                               |  |  |  |  |  |  |  |  |  |  |  |  |
|  | 2. Aloïs de Liechtenstein                     |  |  |  |  |  |  |  |  |  |  |  |  |
|  |                                               |  |  |  |  |  |  |  |  |  |  |  |  |
|  |                                               |  |  |  |  |  |  |  |  |  |  |  |  |
|  | 10. Aloïs II de Liechtenstein                 |  |  |  |  |  |  |  |  |  |  |  |  |
|  |                                               |  |  |  |  |  |  |  |  |  |  |  |  |
|  |                                               |  |  |  |  |  |  |  |  |  |  |  |  |
|  | 5. Henriette de Liechtenstein                 |  |  |  |  |  |  |  |  |  |  |  |  |
|  |                                               |  |  |  |  |  |  |  |  |  |  |  |  |
|  |                                               |  |  |  |  |  |  |  |  |  |  |  |  |
|  | 11. Franziska Kinsky von Wchinitz und Tettau  |  |  |  |  |  |  |  |  |  |  |  |  |
|  |                                               |  |  |  |  |  |  |  |  |  |  |  |  |
|  |                                               |  |  |  |  |  |  |  |  |  |  |  |  |
|  | 1. Karl-Alfred de Liechtenstein               |  |  |  |  |  |  |  |  |  |  |  |  |
|  |                                               |  |  |  |  |  |  |  |  |  |  |  |  |
|  |                                               |  |  |  |  |  |  |  |  |  |  |  |  |
|  | 12. François-Charles d'Autriche               |  |  |  |  |  |  |  |  |  |  |  |  |
|  |                                               |  |  |  |  |  |  |  |  |  |  |  |  |
|  |                                               |  |  |  |  |  |  |  |  |  |  |  |  |
|  | 6. Charles-Louis d'Autriche                   |  |  |  |  |  |  |  |  |  |  |  |  |
|  |                                               |  |  |  |  |  |  |  |  |  |  |  |  |
|  |                                               |  |  |  |  |  |  |  |  |  |  |  |  |
|  | 13. Sophie de Bavière                         |  |  |  |  |  |  |  |  |  |  |  |  |
|  |                                               |  |  |  |  |  |  |  |  |  |  |  |  |
|  |                                               |  |  |  |  |  |  |  |  |  |  |  |  |
|  | 3. Élisabeth de Habsbourg-Lorraine            |  |  |  |  |  |  |  |  |  |  |  |  |
|  |                                               |  |  |  |  |  |  |  |  |  |  |  |  |
|  |                                               |  |  |  |  |  |  |  |  |  |  |  |  |
|  | 14. Michel Ier de Portugal                    |  |  |  |  |  |  |  |  |  |  |  |  |
|  |                                               |  |  |  |  |  |  |  |  |  |  |  |  |
|  |                                               |  |  |  |  |  |  |  |  |  |  |  |  |
|  | 7. Marie-Thérèse de Bragance                  |  |  |  |  |  |  |  |  |  |  |  |  |
|  |                                               |  |  |  |  |  |  |  |  |  |  |  |  |
|  |                                               |  |  |  |  |  |  |  |  |  |  |  |  |
|  | 15. Adélaïde de Löwenstein-Wertheim-Rosenberg |  |  |  |  |  |  |  |  |  |  |  |  |
|  |                                               |  |  |  |  |  |  |  |  |  |  |  |  |
|  |                                               |  |  |  |  |  |  |  |  |  |  |  |  |

## Titulature
- 16 août 1910 - 25 juillet 1938 : Son Altesse Sérénissime le prince Karl-Alfred de Liechtenstein, comte de Rietberg ;
- 25 juillet 1938 - 14 février 1945 : Son Altesse Sérénissime le prince héréditaire de Liechtenstein, comte de Rietberg ;
- 14 février 1945 - 17 novembre 1985 : Son Altesse Sérénissime le prince Karl-Alfred de Liechtenstein, comte de Rietberg.

## Honneurs
Karl-Alfred de Liechtenstein a reçu les décorations suivantes :
- Grand croix avec diamants de l'ordre du mérite de la Principauté de Liechtenstein.
- Grande décoration en or de l'ordre du mérite de la République d'Autriche.